# 藤木村
藤木村（ふじきむら）は、秋田県仙北郡南端部にかつて置かれていた村。現在の大仙市の南端にあたる。

## 地理
横手盆地のほぼ中央部に位置し、横手川と出川の合流点とその下流の沖積平野。全域がほぼ平坦で県下有数の穀倉地帯の一画を占める。特産品に大保納豆がある。

## 歴史
中世の城館跡として四十二館跡がある。近世以降は隣接する平鹿郡角間川町との経済的関係が深く、船場の歓楽街や船頭が多く居住する地域があった。いっぽう、羽州街道の通る東部の下深井地域は純農村地域であり、六郷町や飯詰村との関係が深かった。

### 沿革
- 1889年（明治22年）4月1日 - 町村制施行により藤木、下深井、六郷西根の3村が合併し藤木村が発足。
- 1954年（昭和29年）5月3日 - 仙北郡大曲町・花館村・内小友村・大川西根村・藤木村・四ツ屋村が合併し大曲市となる。